# Heliconia sucrei
Heliconia sucrei là một loài thực vật có hoa trong họ Heliconiaceae. Loài này được Barreiros mô tả khoa học đầu tiên năm 1985.